# Martin Abentung
Martin Abentung (* 27. März 1981 in Innsbruck) ist ein ehemaliger österreichischer Rennrodler.
Abentung, der dem SV Natters angehört, saß im Alter von zehn Jahren erstmals auf einem Rennrodel und fuhr seit Mitte der 1990er-Jahre bei Juniorenrennen mit. Nach einem zwölften und einem siebten Rang bei den Juniorenweltmeisterschaften der Jahre 1996 und 1997 errang er 1998 sowohl mit der Mannschaft (neben ihm Veronika Halder und das Doppel Linger/Linger) als auch im Einsitzer den Titel des Juniorenweltmeisters. Aufgrund der Erfolge im Juniorenbereich – 2000 gewann der Österreicher seinen zweiten Einsitzertitel – erhielt Abentung früh erste Einsätze im Weltcup der Erwachsenen. Die erste Zeit im Nationalkader von 2000 bis 2006 bezeichnete er im Nachhinein als „harte Lernjahre“, da er nur sporadisch gute Ergebnisse einfahren konnte. Bestes Einzelresultat in dieser Zeit war ein achter Platz beim Weltcup in Altenberg 2002; zudem gewann er mit der Mannschaft bei der Europameisterschaft 2004 die Bronzemedaille.
Insgesamt fuhr sich Abentung in diesen Jahren in die erweiterte Weltspitze. In dieser etablierte er sich im Winter 2006/07, seiner bis dahin besten Saison, die er als Zehnter der Weltcup-Gesamtwertung abschloss. Zuvor hatte er sich viermal unter den besten Zehn platziert; lediglich bei den Heimweltmeisterschaften in Innsbruck-Igls war er auf Rang 20 zurückgefallen. In der darauffolgenden Saison 2007/08 steigerte sich der Österreicher ein weiteres Mal. Er belegte den siebten Platz im Gesamtweltcup, wurde Fünfter im Einsitzer bei der Europameisterschaft und gewann zudem mit der Mannschaft sowohl bei der Europa- als auch bei den Weltmeisterschaften die Silbermedaille. Diese beiden Silbermedaillen blieben Abentungs größte Erfolge im Erwachsenenbereich. Nach einer mittelmäßigen Saison 2008/09, die er als Zehnter im Gesamtweltcup beendete, verlor er im darauffolgenden Winter den Anschluss an die Weltspitze und qualifizierte sich weder für die Olympischen Winterspiele in Vancouver noch für die Europameisterschaft. Am 2. Oktober 2010 verkündete Abentung auf seiner Website sein Karriereende.
Neben seiner Karriere ist Martin Abentung Sportsoldat und studiert Betriebswirtschaft an der Universität Innsbruck. Seit 2007 ist er zudem staatlich geprüfter (Diplom-)Trainer im Rennrodelsport. 2008 erhielt er das Silberne Ehrenzeichen für Verdienste um die Republik Österreich.